# Edmund Morel
Edmund Morel (ngày 17 tháng 11 năm 1840 – ngày 5 tháng 11 năm 1871) là một kỹ sư dân dụng người Anh đã tham gia xây dựng đường sắt ở nhiều nước, bao gồm New Zealand, Úc và Nhật Bản. Ông là Tổng công trình sư nước ngoài đầu tiên được chính phủ Minh Trị giao phụ trách hướng dẫn và giám sát việc xây dựng tuyến đường sắt đầu tiên ở Nhật Bản.

## Tiểu sử
Morel chào đời tại Luân Đôn vào ngày 17 tháng 11 năm 1840 (trên bia mộ ghi là năm 1841). Ông theo học ngành kỹ sư dân dụng tại trường King's College London. Từ năm 1862 đến năm 1863, Morel tham gia vào việc xây dựng đường sắt ở New Zealand, sau đó là thời kỳ ở Úc từ năm 1864 đến năm 1865.
Năm 1867, Morel hoạt động ở Bắc Borneo thuộc Anh cho Công ty Than Labuan, xây dựng đường sắt và trục tải trong khai thác hầm mỏ, sống tại đảo Labuan, khi ông được viên công sứ Anh là Sir Harry Parkes mời đến Nhật Bản. Trong nhiệm vụ ngắn hạn này, ông đã đưa ra những đề xuất quan trọng với chính phủ Nhật Bản về việc quản lý kỹ thuật và giáo dục. Chính phủ thành lập Bộ Công chính vào tháng 12 năm 1870 theo lời khuyên của ông để tích hợp việc giới thiệu các công nghệ nước ngoài và ứng dụng của chúng. Morel đứng ra thiết kế tuyến đường sắt đầu tiên ở Nhật Bản, kết nối ga Shimbashi ở Tokyo với ga Sakuragichō ở Yokohama. Đầu máy và đường ray hầu hết đều được nhập khẩu từ Anh. Thông qua các cuộc thảo luận với Itō Hirobumi và Ōkuma Shigenobu, Morel đã tư vấn về những ngành công nghiệp và công nghệ cần thiết để nước Nhật xây dựng đường sắt, và thông qua các cuộc thảo luận, khổ đường ray tiêu chuẩn của Nhật là 1.067 mm (3 ft 6 in) được thiết lập. Khi thời tiết trở nên xấu dần khiến tiến độ thi công đoạn này không thể thực hiện được, ông bèn đưa nhóm kỹ sư và nhà khảo sát người Nhật về nhà mình để thuyết trình.

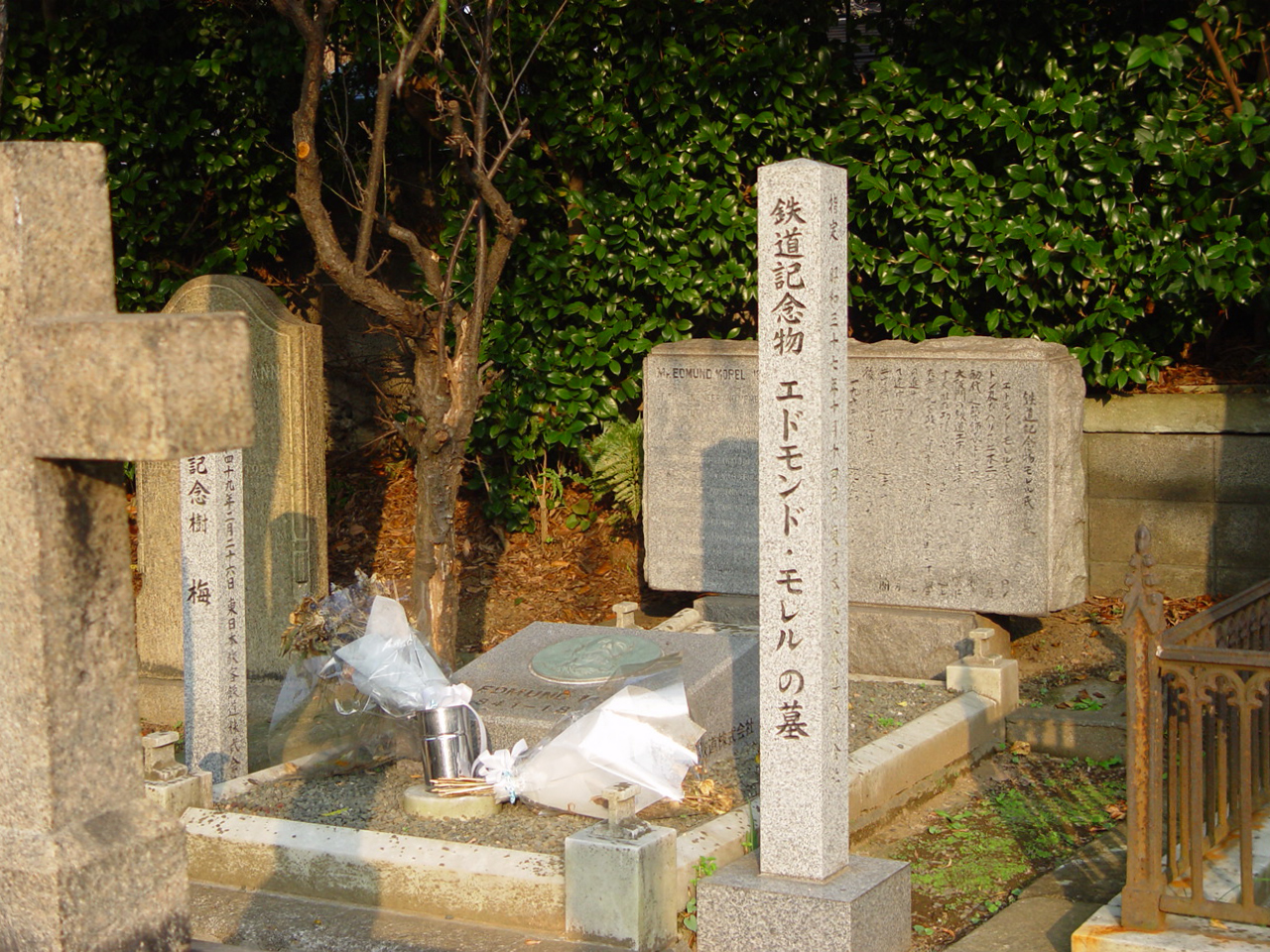
Mộ của Morel ở Yokohama

Morel bị bệnh lao trước khi đến Nhật Bản, và khi tình trạng bệnh tật của ông trở nên tồi tệ hơn, ông đã từ chức với ý định đến Ấn Độ. Chính phủ Nhật bèn thưởng cho ông 5.000 yên, một số tiền quá lớn vào thời điểm đó. Tuy nhiên, chưa kịp sửa soạn lên đường thì ông mất đột ngột tại Yokohama vào ngày 5 tháng 11 năm 1871, ngay trước lễ khai trương tuyến đường sắt. Mộ của ông ở Nghĩa trang Người nước ngoài tại Naka-ku, Yokohama được coi là "đài tưởng niệm đường sắt quốc gia". Một bức tượng bán thân bằng đồng bên ngoài ga Sakuragichō để tưởng nhớ công lao của ông dành cho ngành đường sắt Nhật Bản.
Vợ của Morel từ lâu được cho là người Nhật, nhưng điều này lại do một tiểu thuyết gia tạo ra để làm cho câu chuyện của Morel trở nên thú vị hơn: ông kết hôn với Harriett Wynder, một phụ nữ người Anh, vào ngày 4 tháng 2 năm 1862 tại Nhà thờ St Pancras ở Luân Đôn. Cô qua đời tại Yokohama vào ngày 6 tháng 11 năm 1871, một ngày sau Morel, vì bệnh thần kinh hoặc hô hấp cấp tính.